# Корейский янг
Янг или нянг (кор. 량/양/냥, 兩, ryang/yang/nyang, ryang/yang/nyang, лян/ян/нян) — денежная единица Кореи в 1892—1902 годах, чьё название восходит к китайскому иероглифу 兩, обозначавшему денежную единицу и единицу измерения массы лян (таэль).

## История
С X века в денежном обращении использовались литые медные и бронзовые монеты, с 1633 года стали отливаться медные монеты с квадратным отверстием, получившие название — мун, образцом для которых служил китайский цянь. Китайские монеты использовались в обращении наряду с корейскими до конца XIX века. До 2-й половины XVII века преобладал натуральный обмен, использование монет при купле-продаже не было значительным.
В результате реформы 1892 года была введена новая денежная единица — янг = 100 пхунов, 5 янгов = хван. Выпуск литых монет с отверстием был прекращён.
Чеканка монет в пхунах производилась до 1898 года, в янгах — до 1899. Монеты в хванах чеканились только в 1893 году.
В 1902 году вместо янга введена новая единица — вона.

## Монеты и банкноты
Чеканились монеты в 1, 5 пхунов, 1⁄4, 1, 5 янгов, 1 хван. На их лицевой стороне номинал был обозначен латиницей и хангылем, на оборотной — с использованием ханчи.
В 1893 году были изготовлены, но не выпущены в обращение банкноты в 5, 10, 20, 50 янгов.